# Politique scolaire des Mines de Blanzy au XIXe siècle

En 1833, la loi Guizot impose aux communes de plus de 500 habitants d'ouvrir une école de garçons. Jules Chagot et Léonce Chagot, gérants des Mines de Blanzy, font appel aux congrégations pour assurer l'instruction morale, religieuse et pratique jugée nécessaire aux enfants des mineurs, destinés à devenir mineurs plus tard.

## Le contexte
En 1833, Jules Chagot fonde la Société d'exploitation des Mines de Houilles de Blanzy, et celles-ci connaissent un fort développement sous sa direction, ainsi que sous celle de ses successeurs. Le bassin minier se situe dans une zone peu peuplée de la Saône-et-Loire, et les mineurs qui y affluent sont essentiellement des paysans des campagnes environnantes. Jules Chagot cherche à fixer ces populations en bâtissant des cités ouvrières et des bâtiments publics. Il mène une politique paternaliste en créant des caisses de secours et de retraite des mineurs. Son but est de contrôler les aspects de la vie de son personnel, afin que celui-ci se consacre exclusivement au travail.

## Historique

### Création et rôle des écoles de la Compagnie des Mines
En vingt ans, l'effectif des mineurs fait plus que doubler. Jules Chagot les loge avec leur famille près des puits, au Montceau, simple hameau de 315 habitants, qui devient une commune à part entière en 1856 avec 1 550 habitants et sous le nom de Montceau-les-Mines. La population grimpe à 11 011 habitants en 1898. Il s'agit de familles d'origine rurale, regroupées sur un territoire vierge de toute structure urbaine, et qui doivent apprendre à vivre en collectivité. Pour cela, Jules Chagot leur construit des maisons entourées d'un jardin, et réparties en quartiers décentralisés, eux-mêmes équipés de fontaines, de lavoirs, d'écoles, de chapelles. Il faut que les nouveaux arrivants ne souffrent pas trop d'avoir quitté leur village.
Dès la construction des cités, une école primaire, tenue par des religieuses, est ouverte. En 1850, la loi Falloux oblige les communes à entretenir une école pour les garçons, mais une école privée peut tenir lieu d'école publique. Catholique convaincu, Jules Chagot ne rencontre aucun obstacle pour développer une école dont il garde l'entier contrôle par l'intermédiaire du corps enseignant congréganiste. Ainsi, en plus d'apporter l'instruction aux enfants des ouvriers, l'école devient un instrument du pouvoir exercé sur les mineurs. L'enfant est scolarisé par les Mines dès son plus jeune âge, puis suit l'itinéraire tout tracé de mineur, logé par la Compagnie et bénéficiaire de la Caisse de Secours, et plus tard de la Caisse de Retraite. L'ouvrier acquiert la sécurité, qui l'incite à la fidélité à sa famille et à la Compagnie. Et la Compagnie bénéficie de la stabilité de la main-d'œuvre, sa disponibilité et de l'ordre social.

### L'enseignement
Jules Chagot confie l'enseignement aux congrégations religieuses autant par conviction que par commodité. Le recrutement s'effectue par simple demande à la hiérarchie de la congrégation. Les enseignants, rétribués par les Mines, deviennent des employés de la Compagnie. L'enseignement chrétien va de pair avec l'instruction habituelle des classes primaires: savoir lire et écrire, des connaissances en grammaire, géographie, histoire et calcul, et en travaux manuels pour les filles. En outre, les Sœurs enseignantes sont également chargées des soins aux malades, et peuvent ainsi pénétrer au cœur des familles, jusqu'à devenir des agents de surveillance de la Compagnie.
En vertu des lois Guizot et Falloux, l'État n'exerce pas de contrôle sur les écoles privées, et on connaît mal le détail de l'enseignement. Mais à partir de 1882, des inspecteurs sont envoyés dans les écoles, et rédigent des rapports sévères sur le caractère livresque de l'enseignement et l'absence d'explications pouvant éveiller l'intelligence des élèves. Sans mettre en cause leur dévouement, les inspecteurs pointent l'incompétence des enseignants. À la suite de ces inspections, la qualité de l'enseignement s'améliore nettement.
L'enseignement s'arrête à l'âge de treize ans. Seules quelques classes accueillent les meilleurs élèves, destinés à travailler dans les bureaux de la Compagnie. Le travail dans les Mines demande surtout des manœuvres peu qualifiés, contrairement à ce que l'on voit dans les Usines Schneider au Creusot, où le savoir-faire réclame des techniciens qualifiés.

### Rôle des écoles publiques
De 1856 à 1878, la ville de Montceau-les-Mines est dirigée par Léonce Chagot, l'adjoint de Jules Chagot et son successeur à la tête de la Mine. La Compagnie est pratiquement l'unique source financière de la ville et la politique scolaire des Chagot est imposée aux habitants, laissant peu de place à l'enseignement public. L'essentiel des élèves fréquente les écoles de la Compagnie, même quand une municipalité républicaine est élue. Seules trois classes, destinées aux enfants dont les parents ne travaillent pas à la Mine, sont ouvertes.
Des écoles publiques existent dans les communes des alentours, financées par les municipalités. À Blanzy, le clergé va jusqu'à demander la fermeture de l'école publique et son remplacement par une école religieuse.

### Déclin
En 1878, les républicains remportent les élections municipales, mettant fin provisoirement à la mainmise des Chagot sur la gestion municipale. Mais la Compagnie use de moyens mesquins. La ville de Montceau doit payer le loyer des terrains sur lesquels sont construits les bâtiments communaux, car la terre appartient toujours à la Mine. Les enfants des écoles communales ne peuvent plus utiliser les locaux sanitaires construits par la Compagnie.
En 1882, un groupe anarchiste, la Bande Noire, provoque des explosions au domicile de plusieurs cadres de la Mine, aux édifices religieux et aux locaux abritant le personnel enseignant, au point que des religieuses sont provisoirement retirées de leur logement par leur hiérarchie. C'est bien la présence du clergé, la pénétration de toutes les institutions, qui sont visées par cette violence. C'est le signe d'une mentalité nouvelle dans une population jusque-là passivement soumise.
En 1899, à la suite de la grande grève, les mineurs se mettent à enlever les enfants des écoles de la Mine pour les envoyer à l'école communale, malgré le nombre insuffisant d'établissements et leur éloignement des cités.
La loi de 1901 contraint les congrégations à demander l'autorisation d'enseigner, autorisation qui leur est refusée. Les quinze écoles religieuses du bassin minier ferment en deux ans, dans l'indifférence générale, ce qui montre que la population locale n'éprouvait guère de gratitude envers les religieux.
À la même période, de nouveaux dirigeants sont nommés à la tête de la Compagnie. Ils décident de se désengager de la politique d'intervention dans les affaires municipales et du paternalisme. C'est la fin du système scolaire patiemment structuré par les Chagot. Au début du vingtième siècle, Montceau n'est plus la ville des Chagot.

## Conclusion
Les écoles se sont développées de façon exemplaire, offrant aux enfants du bassin minier une structure éducative d'une remarquable efficacité, et créant en même temps un instrument d'unification culturelle et d'intégration sociale. Le nombre de conscrits illettrés était, sous le Second Empire, quatre fois moins élevé à Montceau et au Creusot que dans les cantons ruraux voisins.
Mais ces écoles ont préparé l'émancipation des mineurs, qui ont rejeté l'enseignement religieux dès que les circonstances l'ont permis.